# آسیاب‌آبی شماره ۳ ایوانکی
آسیاب آبی شماره ۳ ایوانکی مربوط به سدهٔ ۱۱ و ۱۲ ه.ق است و در شهرستان گرمسار، بخش ایوانکی، شهر ایوانکی، ۵۰ متری شرق بنای قهوه‌خانه امیری در شمال غرب شهر ایوانکی واقع شده و این اثر در تاریخ ۲۶ اسفند ۱۳۸۷ با شمارهٔ ثبت ۲۶۰۶۴ به‌عنوان یکی از آثار ملی ایران به ثبت رسیده است.